# Dads
Pour les articles homonymes, voir Dad.
Dads est une série télévisée américaine en 19 épisodes de 23 minutes créée par Alec Sulkin et Wellesley Wild dont seulement 18 épisodes ont été diffusés entre le 17 septembre 2013, et le 11 février 2014 sur le réseau Fox et en simultané au Canada sur Citytv.
Cette série est inédite dans tous les pays francophones.

## Distribution

### Acteurs principaux
- Seth Green : Eli Sachs
- Giovanni Ribisi : Warner Whittemore
- Peter Riegert : David Sachs
- Martin Mull : Crawford Whittemore
- Vanessa Lachey : Camilla Whittemore
- Brenda Song : Veronica
- Tonita Castro (en) : Edna

### Invités
- Dan Castellaneta : British Narrator (épisode 1)
- John Viener (en) : Josh (épisode 3)
- Allison Munn : Anne (épisode 4)
- Lee Garlington : Janet (épisode 6)
- Lauren Weedman : HR Lady (épisode 6)
- Stephen Saux (en) : Painted Chest Man (8) / Waiter (13)
- Ernie Hudson : détective Swan (épisode 9)
- Dave Foley : Ben (épisode 10)
- Desi Lydic : Joan (épisode 10)
- Sandy Martin : Ethel (épisode 10)
- Glenn Morshower : Officer Silverton (épisode 10)
- Beth Dover : Sarah (épisode 11)
- Ava Kolker : Little Girl (épisode 11)
- Sarah Dumont : Jane / Hot Girl (épisodes 12 et 13)
- Tony Cavalero (en) : Hoodie Guy (épisode 13)
- Jamie-Lynn Sigler : Elsa[4] (épisode 14)
- Tim Bagley : Ken (épisode 14)
- John Ducey : Jim (épisode 14)
- Maria Thayer : Maria (épisode 15)
- Jack Plotnick : Derek (épisode 15)
- Annie Korzen (en) : Geraldine (épisode 15)
- Ray Abruzzo (en) : Johnny (épisode 16)
- Vince Lozano : Vito (épisode 16)
- Hannah Leder : White Wine (épisode 16)
- Erika Jordan : Dancer Harley (épisode 16)
- Ryan Sypek : Colt (épisodes 18 et 19)
- Tom Gammill : Guy (épisode 18)
- Rick Fitts (en) : George (épisode 18)
- Da'Vone McDonald (en) : Thomas (épisode 19)
- Dominic Burgess : Funeral Parlor Employee (épisode 19)

## Fiche technique
- Producteurs exécutifs : Seth MacFarlane, Alec Sulkin et Wellesley Wild
- Société de production : Fuzzy Door Productions, 20th Century Fox Television

## Développement

### Production
Le projet a débuté en septembre 2012, Fox a commandé directement six épisodes en janvier 2013, puis a commandé la série, soit treize épisodes, le 8 mai 2013 et lui a attribué cinq jours plus tard la case horaire du mardi à 20 h à l'automne.
Le 11 octobre 2013, Fox commande six scripts additionnels, puis deux semaines plus tard, commande neuf épisodes supplémentaires, pour une saison complète de 22 épisodes. Cependant le 6 décembre 2013, Fox réduit sa commande à dix-neuf épisodes.
Le 7 mai 2014, Fox annule officiellement la série.

### Casting
Dès la fin janvier, les rôles ont été attribués dans cet ordre : Brenda Song, Tommy Dewey (en) (Warner), Peter Riegert, Martin Mull, Tonita Castro (en), Seth Green, Erin Pineda est immédiatement remplacée par Vanessa Lachey, puis en avril, Giovanni Ribisi remplace Tommy Dewey dans le rôle de Warner après le tournage du pilote.

## Épisodes
| №  | Titre                           | Réalisation        | Scénario                      | Première diffusion         | Audience (millions) |
| -- | ------------------------------- | ------------------ | ----------------------------- | -------------------------- | ------------------- |
| 1  | Pilot                           | Mark Cendrowski    | Alec Sulkin et Wellesley Wild | 17 septembre 2013          | 5,76                |
| 2  | Heckuva Job, Brownie            | Ted Wass           | Julius Sharpe                 | 24 septembre 2013          | 3,65                |
| 3  | Clean on Me                     | Ted Wass           | Julie Thacker                 | 1er octobre 2013           | 3,4                 |
| 4  | Funny Girl                      | Mark Cendrowski    | John Viener (en)              | 8 octobre 2013             | 3,1                 |
| 5  | Oldfinger                       | Gerry Cohen (en)   | Tom Gammill et Max Pross (en) | 15 octobre 2013            | 3,42                |
| 6  | My Dad Is Hotter Than Your Dad  | Bob Koherr (en)    | Tom Gammill et Max Pross      | 22 octobre 2013            | 3,59                |
| 7  | Foul Play                       | Mark Cendrowski    | Julius Sharpe                 | 5 novembre 2013            | 3,65                |
| 8  | Doubles Trouble                 | Gerry Cohen        | John Viener                   | 12 novembre 2013           | 3,19                |
| 9  | Comic Book Issues               | Scott Ellis (en)   | David A. Goodman (en)         | 19 novembre 2013           | 3,21                |
| 10 | Dad Abuse                       | Mark Cendrowski    | Julie Thacker-Scully          | 26 novembre 2013           | 3,18                |
| 11 | The Glitch That Stole Christmas | David Trainer (en) | Maggie Mull                   | 3 décembre 2013            | 3,35                |
| 12 | Mister Edna                     | Mark Cendrowski    | Julius Sharpe                 | 7 janvier 2014             | 3,64                |
| 13 | Eli Nightingale                 | Kelly Cronin       | John Viener                   | 14 janvier 2014            | 3,2                 |
| 14 | Bully Gene                      | Gerry Cohen        | Julius Sharpe                 | 21 janvier 2014            | 3,88                |
| 15 | Baby Face                       | Gerry Cohen        | Julius Sharpe                 | 28 janvier 2014            | 3,96                |
| 16 | Warner's Got It Made            | Gerry Cohen        | John Viener                   | 4 février 2014             | 3,73                |
| 17 | Enemies of Bill                 | Mark Cendrowski    | Julius Sharpe                 | 11 février 2014            | 2,7                 |
| 18 | Have a Heart… Attack!           | Kelly Cronin       | John Viener                   | 11 février 2014            | 2,49                |
| 19 | Jerk in the Box                 | David Trainer      | Julius Sharpe                 | 16 juillet 2014 (internet) |                     |

## Accueil
Le pilote a attiré 5,76 millions de téléspectateurs, ayant battu les émissions et le film diffusés sur les quatre autres réseaux parmi le public-cible des adultes de 18 à 49 ans.
Le deuxième épisode a attiré 3,65 millions de téléspectateurs, largement dépassé par Agents of S.H.I.E.L.D. sur ABC, The Voice sur NBC et NCIS sur CBS. Au Canada, cet épisode a été regardé par 407 000 téléspectateurs.